# Комаягуа (департамент)
Комая́гуа (исп. Comayagua) — один из 18 департаментов Гондураса. Находится в центральной части государства. Граничит с департаментами Франсиско Морасан, Ла-Пас, Интибука, Санта-Барбара, Кортес и Йоро.
Административный центр — город Комаягуа.
Площадь — 5196 км².
Население — 453 100 чел. (2011)
Образован в 1825 году.

## Муниципалитеты
В административном отношении департамент подразделяется на 21 муниципалитет:
1. Ахутерике
2. Вилья-де-Сан-Антонио
3. Комаягуа
4. Эль-Росарио
5. Эскияс
6. Ла-Либертад
7. Ла-Тринидад
8. Лас-Лахас
9. Ламани
10. Лехамани
11. Меамбар
12. Минас-де-Оро
13. Охо-де-Агуа
14. Сан-Херонимо
15. Сан-Хосе-де-Комаягуа
16. Сан-Хосе-дель-Потреро
17. Сан-Луис
18. Сан-Себастьян
19. Сигуатепеке
20. Умуйя
21. Таулабе